# Веслування на байдарках і каное на літніх Олімпійських іграх 2020 — каное-двійки, 1000 метрів (чоловіки)
Змагання з веслування на каное-двійках на дистанції 1000 м серед чоловіків на літніх Олімпійських іграх 2020 відбулися 2 — 3 серпня 2021 року на Веслувальному каналі Сі Форест.

## Передісторія
Це була двадцята поява цієї дисципліни на Олімпійських іграх. Її проводили щоразу, починаючи з 1936 року, коли веслування на байдарках і каное ввели до програми Олімпійських ігор.

## Формат змагань
Змагання з веслування на байдарках і каное в спринті складаються з чотирьох раундів: попередніх заїздів, чвертьфіналів, півфіналів і фіналів. Особливості проходження етапів залежать від кількості човнів, що розпочинають змагання.

## Розклад
Змагання в цій дисципліні відбулися впродовж двох днів поспіль, два раунди на день. Всі сесії розпочинаються о 9:30 за місцевим часом. Під час однієї сесії можуть відбуватися змагання в кількох різних дисциплінах.
| З | Попередні заїзди | ¼ | Чвертьфінали | ½ | Півфінали | Ф | Фінал |

| Дисципліна↓/Дата → | Пон 2 | Пон 2 | Вів 3 | Вів 3 | Сер 4 | Сер 4 | Чет 5 | Чет 5 | П'ят 6 | П'ят 6 | Суб 7 | Суб 7 |
| ------------------ | ----- | ----- | ----- | ----- | ----- | ----- | ----- | ----- | ------ | ------ | ----- | ----- |
| Б-1, 200 м (жінки) | З     | ¼     | ½     | Ф     |       |       |       |       |        |        |       |       |

## Результати

### Попередні заїзди
Перший і другий човни виходять до півфіналу, решта - потрапляють до чвертьфіналу.

#### Заїзд 1
| Місце | Доріжка | Каноеїст                           | Країна          | Час      | Примітки |
| ----- | ------- | ---------------------------------- | --------------- | -------- | -------- |
| 1     | 6       | Лю Хао Чжен Пенфей                 | Китай (CHN)     | 3:37.783 | SF       |
| 2     | 5       | Сергей Торрес Фернандо Хорхе       | Куба (CUB)      | 3:39.028 | SF       |
| 2     | 4       | Джекі Годманн Ісакіас Кейрос       | Бразилія (BRA)  | 3:48.378 | QF       |
| 4     | 1       | Сергій Ємельянов Тимофій Ємельянов | Казахстан (KAZ) | 3:49.079 | QF       |
| 5     | 7       | Роланд Варга Коннор Фіцпатрік      | Канада (CAN)    | 3:49.263 | QF       |
| 6     | 3       | Віктор Глазунов Томаш Барняк       | Польща (POL)    | 3:49.956 | QF       |
| 7     | 2       | Балаж Адольф Даніель Фейєш         | Угорщина (HUN)  | 3:53.964 | QF       |

#### Заїзд 2
| Місце | Доріжка | Каноеїст                                          | Країна                           | Час      | Примітки |
| ----- | ------- | ------------------------------------------------- | -------------------------------- | -------- | -------- |
| 1     | 5       | Себастьян Брендель Тім Гекер                      | Німеччина (GER)                  | 3:42.774 | SF       |
| 2     | 7       | Каєтано Гарсія Пабло Мартінес                     | Іспанія (ESP)                    | 3:44.947 | SF       |
| 3     | 3       | Петр Фукса Мартін Фукса                           | Чехія (CZE)                      | 3:53.056 | QF       |
| 4     | 4       | Віктор Мелантьєв Владислав Чеботарь               | Олімпійський комітет Росії (ROC) | 4:00.218 | QF       |
| 5     | 2       | Кетелін Чиріле Віктор Міхалакі                    | Румунія (ROU)                    | 4:00.459 | QF       |
| 6     | 6       | Алтухов Павло Сергійович Янчук Дмитро Миколайович | Україна (UKR)                    | 4:06.089 | QF       |
| 7     | 1       | Булі Да Консейсан Трісте Роке Фернандес Дос Рамос | Сан-Томе і Принсіпі (STP)        | 4:34.880 | QF       |

### Чвертьфінали
Перші три човни виходять до півфіналу, решта - вибувають.

#### Чвертьфінал 1
| Місце | Доріжка | Каноеїст                                          | Країна                           | Час      | Примітки |
| ----- | ------- | ------------------------------------------------- | -------------------------------- | -------- | -------- |
| 1     | 5       | Джекі Годманн Ісакіас Кейрос                      | Бразилія (BRA)                   | 3:48.611 | SF       |
| 2     | 2       | Алтухов Павло Сергійович Янчук Дмитро Миколайович | Україна (UKR)                    | 3:49.356 | SF       |
| 3     | 3       | Кетелін Чиріле Віктор Міхалакі                    | Румунія (ROU)                    | 3:51.565 | SF       |
| 4     | 6       | Балаж Адольф Даніель Фейєш                        | Угорщина (HUN)                   | 3:53.559 | FB       |
| 5     | 4       | Віктор Мелантьєв Владислав Чеботарь               | Олімпійський комітет Росії (ROC) | 4:09.956 | FB       |

#### Чвертьфінал 2
| Місце | Доріжка | Каноеїст                                          | Країна                    | Час      | Примітки |
| ----- | ------- | ------------------------------------------------- | ------------------------- | -------- | -------- |
| 1     | 6       | Віктор Глазунов Томаш Барняк                      | Польща (POL)              | 3:49.770 | SF       |
| 2     | 5       | Петр Фукса Мартін Фукса                           | Чехія (CZE)               | 3:50.635 | SF       |
| 3     | 3       | Роланд Варга Коннор Фіцпатрік                     | Канада (CAN)              | 3:50.768 | SF       |
| 4     | 4       | Сергій Ємельянов Тимофій Ємельянов                | Казахстан (KAZ)           | 3:55.157 | FB       |
| 5     | 2       | Булі Да Консейсан Трісте Роке Фернандес Дос Рамос | Сан-Томе і Принсіпі (STP) | 4:44.055 | FB       |

### Півфінали
Перші чотири човни виходять до фіналу A, решта - вибувають.

#### Півфінал 1
| Місце | Доріжка | Каноеїст                                          | Країна        | Час      | Примітки |
| ----- | ------- | ------------------------------------------------- | ------------- | -------- | -------- |
| 1     | 4       | Лю Хао Чжен Пенфей                                | Китай (CHN)   | 3:27.023 | OB, FA   |
| 2     | 2       | Кетелін Чиріле Віктор Міхалакі                    | Румунія (ROU) | 3:27.399 | FA       |
| 3     | 3       | Віктор Глазунов Томаш Барняк                      | Польща (POL)  | 3:28.282 | FA       |
| 4     | 5       | Каєтано Гарсія Пабло Мартінес                     | Іспанія (ESP) | 3:28.594 | FA       |
| 5     | 6       | Алтухов Павло Сергійович Янчук Дмитро Миколайович | Україна (UKR) | 3:28.775 | FB       |

#### Півфінал 2
| Місце | Доріжка | Каноеїст                      | Країна          | Час      | Примітки |
| ----- | ------- | ----------------------------- | --------------- | -------- | -------- |
| 1     | 4       | Себастьян Брендель Тім Гекер  | Німеччина (GER) | 3:26.812 | OB, FA   |
| 2     | 5       | Сергій Торрес Фернандо Хорхе  | Куба (CUB)      | 3:27.102 | FA       |
| 3     | 2       | Роланд Варга Коннор Фіцпатрік | Канада (CAN)    | 3:27.145 | FA       |
| 4     | 3       | Джекі Годманн Ісакіас Кейрос  | Бразилія (BRA)  | 3:27.167 | FA       |
| 5     | 6       | Петр Фукса Мартін Фукса       | Чехія (CZE)     | 3:28.927 | FB       |

### Фінали

#### Фінал B
| Місце | Доріжка | Байдарочник                                       | Країна                           | Час      | Примітки |
| ----- | ------- | ------------------------------------------------- | -------------------------------- | -------- | -------- |
| 9     | 2       | Віктор Мелантьєв Владислав Чеботарь               | Олімпійський комітет Росії (ROC) | 3:30.406 |          |
| 10    | 4       | Петр Фукса Мартін Фукса                           | Чехія (CZE)                      | 3:31.240 |          |
| 11    | 6       | Балаж Адольф Даніель Фейєш                        | Угорщина (HUN)                   | 3:32.076 |          |
| 12    | 3       | Сергій Ємельянов Тимофій Ємельянов                | Казахстан (KAZ)                  | 3:32.873 |          |
| 13    | 5       | Алтухов Павло Сергійович Янчук Дмитро Миколайович | Україна (UKR)                    | 3:33.330 |          |
| 14    | 7       | Булі Да Консейсан Трісте Роке Фернандес Дос Рамос | Сан-Томе і Принсіпі (STP)        | 4:12.075 |          |

#### Фінал A
| Місце | Доріжка | Байдарочник                    | Країна          | Час      | Примітки |
| ----- | ------- | ------------------------------ | --------------- | -------- | -------- |
| 1     | 6       | Сергей Торрес Фернандо Хорхе   | Куба (CUB)      | 3:24.995 | OB       |
| 2     | 5       | Лю Хао Чжен Пенфей             | Китай (CHN)     | 3:25.198 |          |
| 3     | 4       | Себастьян Брендель Тім Гекер   | Німеччина (GER) | 3:25.615 |          |
| 4     | 8       | Джекі Годманн Ісакіас Кейрос   | Бразилія (BRA)  | 3:27.603 |          |
| 5     | 3       | Кетелін Чиріле Віктор Міхалакі | Румунія (ROU)   | 3:29.285 |          |
| 6     | 2       | Роланд Варга Коннор Фіцпатрік  | Канада (CAN)    | 3:30.157 |          |
| 7     | 7       | Віктор Глазунов Томаш Барняк   | Польща (POL)    | 3:32.317 |          |
| 8     | 1       | Каєтано Гарсія Пабло Мартінес  | Іспанія (ESP)   | 3:41.572 |          |